# Hoechst (kleurstof)

Algemene chemische structuur van Hoechst-kleurstoffen

Hoechst-kleurstoffen (Engels: Hoechst stains) zijn een groep van fluorescente bis-benzimiden die in de moleculaire biologie vooral gebruikt worden om DNA aan te kleuren. De kleurstoffen werden oorspronkelijk ontwikkeld door Hoechst AG, een voormalig Duits chemieconcern. De kleurstoffen Hoechst 33258 en Hoechst 33342 worden het meest gebruikt en hebben vergelijkbare excitatie-emissiespectra. Ze worden onder meer toegepast in fluorescentiemicroscopie en flowcytometrie.

## Toepassing
Meestal wordt een concentratie van 0,1–12 μg/ml gebruikt om DNA in bacteriën of eukaryote cellen aan te kleuren. Cellen worden gedurende 1-30 min bij kamertemperatuur of 37 °C gekleurd en vervolgens gewassen om ongebonden kleurstof te verwijderen. Hoechst-kleurstoffen worden vaak gebruikt als vervanging voor een andere kleurstof voor nucleïnezuren, DAPI genaamd. Hoechst is minder toxisch voor cellen en kan (dankzij de ethylgroep) wat makkelijker door het celmembraan heen.

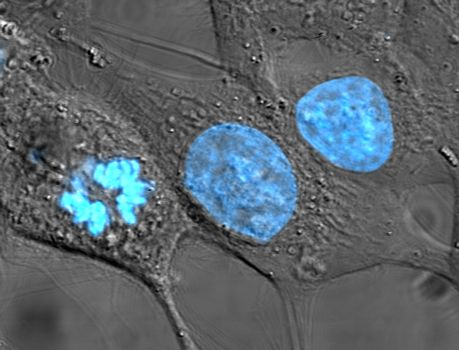
Opname van HeLa-cellen waarvan de kernen gekleurd zijn met Hoechst 33258
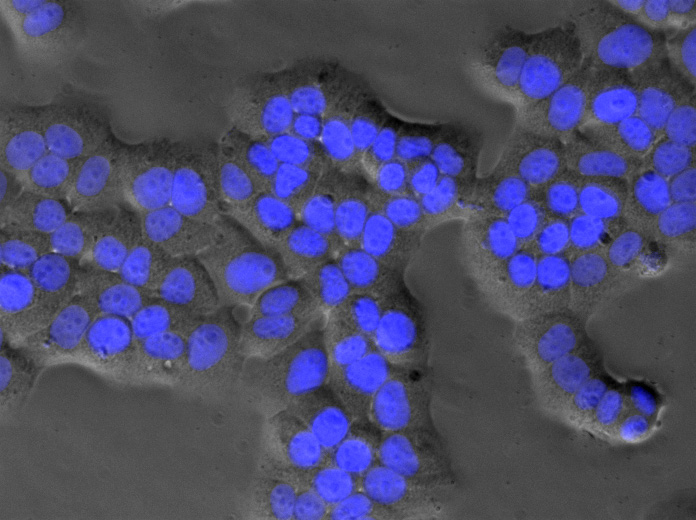
Cultuur van rathepatoomcellen, met DNA in de kernen Hoechst-gekleurd